# Peromyia acutula
Peromyia acutula är en tvåvingeart som beskrevs av Jaschhof 2001. Peromyia acutula ingår i släktet Peromyia och familjen gallmyggor. Inga underarter finns listade i Catalogue of Life.